# ネディルバイ・アイタコフ
ネディルバイ（ナドゥイルバイ）・アイタコヴィチ・アイタコフ（ロシア語: Недирбай (Надырбай) Айтакович Айтаков、現代トルクメン語: Nedirbay Aytakowiç Aytakow、1894年 - 1938年10月28日）は、ソビエト連邦のトルクメン人政治家。

## 生涯
1894年、ロシア帝国ザカスピ州、マングィシュラク半島内アク・チュクルの漁師の家庭に生まれたトルクメン人。父はアイタコフが6歳の時に長男と海に出て還らず、アイタコフは母と2人（4人とも）の弟とともに残された。母は年収35ルーブルの絨毯作りで子供たちを養い、12歳のアイタコフをロシア語学校 (ru) に入れた。しかし母は3年後に病に伏し、アイタコフは学校を中退して5年間月給5ルーブルで、ザハリー・ドゥプスキーとアヴァコフの漁船で運転士・ポーター・料理人として働いた。
革命後の1919年に家族でジェベルに移住し、翌1920年にアイタコフはジェベル村ソビエトと村革命委員会で民事登記所所長として働いた。同年から翌1921年まではクラスノヴォツク村革命委員および村ソビエト議長に就き、同年から翌1922年まではクラスノヴォツク郡 (ru) ソビエト執行委員および同郡社会保障部部長、同年から翌1923年まではクラスノヴォツク市ソビエト執行委議長を務めた。1922年にはボリシェヴィキに入党し、同年の第1回全連邦ソビエト大会 (ru) において全ロシア中央執行委およびソビエト連邦中央執行委のメンバーに選出された。
1923年から翌1924年1月までトルキスタン自治社会主義ソビエト共和国中央執行委副議長、同月9日から11月まで議長に就き、10月30日から翌1925年2月14日までトルクメニスタン共産党組織局員、1924年11月5日からトルクメン社会主義ソビエト共和国革命委議長、同月19日から同委幹部会員を1925年2月15日まで務めた。同月25日から1937年7月まではトルクメン共和国中央執行委議長、1925年5月21日からは連邦中央執行委議長にも就いた。1927年2月からは新テュルク・アルファベット導入全連邦中央委臨時幹部会員でもあった。
アイタコフは1925年から1937年までトルクメニスタン共産党中央委局員を務め、連邦中央執行委にも第1期から第7期まで選出。連邦共産党大会にも複数回出席した。しかし、連邦中央執行委議長に在職中の1937年7月21日に連邦共産党の指令によってアシュハバードで逮捕され、翌1938年10月28日、スパイおよびトルクメニスタンをソ連から独立させようとした罪で連邦最高裁軍事参議会によって死刑判決を下され、同日モスクワ州（あるいはアシュハバード）で処刑された。その後、1956年に名誉回復がなされた。